# 富山県道353号西部金屋戸出線
富山県道353号西部金屋戸出線（とやまけんどう353ごう にしぶかなやといでせん）とは、富山県高岡市内を通る一般県道（富山県道）である。

## 概要
全区間、高岡市戸出地区で完結する。JR城端線とは戸出中田往来踏切で交差している。同踏切以西から終点までは商店街となっており、様々な店舗が軒を連ねている。また、戸出七夕まつりの会場である。
- 起点：富山県高岡市戸出西部金屋434[1]（＝富山県道40号高岡庄川線交点）
- 終点：富山県高岡市戸出3丁目1752[1]（＝戸出町四丁目交差点・国道156号交点）

## 現況
JR城端線以西は1車線程度の幅員であり、狭隘である。この城端線と交差する戸出中田往来踏切の東詰で、当県道は起点のある南東方向（西部金屋側）と終点のある西方向（戸出町3丁目側）に屈折している。この屈折地点にあたる同踏切東詰では、庄川に程近い戸出大清水側に至る市道とも交差しているが、交通規制によって大型車は当市道と、当県道の西方向側（戸出町四丁目交差点＝終点側）との間でのみ往来が可能である。これによって、大型車は全区間を通して往来することができない。

## 歴史
- 1973年（昭和48年）3月31日：路線認定[1]。

## 接続道路
- 富山県道40号高岡庄川線（富山県高岡市戸出西部金屋：起点）
- 国道156号（高岡市戸出町3丁目・戸出町四丁目交差点：終点）

## 通過する自治体
- 富山県
  - 高岡市

## 周辺
- 吉住又新市営住宅
- 戸出物産
- 戸出公園
- 大玄寺
  - 夕顔塚
- JR城端線 戸出駅
- 戸出御蔵跡
- 戸出御旅屋
  - 御旅屋門
- 高岡市立戸出体育館
- 富山県立高岡南高等学校
- 戸出野神社